# 絶対的美少女、お貸しします。
『絶対的美少女、お貸しします。』（ぜったいてきびしょうじょ、おかしします。）は、日本のアダルトビデオシリーズ。AVメーカープレステージ製作。

## 概要
2010年から続く企画で、AV女優が一般公募の素人男性の部屋に派遣され性行為を行うといった内容。素人男性の家を訪れるというAV作品の先鞭かつ代表的な作品。
スタッフが室内に設置した数台の固定カメラと手持ちカメラ（三脚に設置されたままの場合もある）で撮影、編集され、デリバリータイプAVとも称される。作品パッケージは主演女優の写真に「タイトル、主演女優名（職業）、年齢、通算ナンバリング」で固定されており、AV女優作品は白文字、後述の素人娘作品は赤文字となっている。
第一作の加藤リナ編は2010年11月5日発売、マンハッタン木村監督。2013年から『新・絶対的美少女、お貸しします。』がシリーズ開始。同年には『新・素人娘、お貸しします。』シリーズが開始された。2020年10月23日発売、松岡すず編で女優シリーズの通算100作を達成。
レーベルは『絶対的美少女』が「ます。」、『新・絶対的美少女』が「貸」と記号めいたものとなっている。

## 代表的な作品

### 絶対的美少女、お貸しします。
- ACT1 加藤リナ
- ACT2 北野りん
- ACT3 かすみゆら
- ACT4 小西悠
- ACT5 愛原エレナ
- ACT6 月城ルネ
- ACT7 坂野由梨
- ACT8 あやめ美桜
- ACT9 盛川あきこ
- ACT10 立花美涼
- ACT11 愛花沙也
- ACT12 Maika
- ACT13 沙藤ユリ
- ACT14 朱音ゆい
- ACT15 藤澤美羽
- ACT16 上原結衣
- ACT17 森川真羽
- ACT18 沖ひとみ
- ACT19 Nina
- ACT20 野村萌香
- ACT21 夢夏まなつ
- ACT22 咲夜由愛
- ACT23 滝澤ローラ
- ACT24 水原めい
- ACT25 あやみ旬果
- ACT26 神波多一花
- ACT27 平瀬みくる
- ACT28 二宮ナナ
- ACT29 柑菜リサ
- ACT30 明日花キララ
- ACT31 桜花りり
- ACT32 鈴村あいり[4]
- ACT33 あいかりん
- 絶対的美少女、お貸しします。 全国縦断Special あやみ旬果
- 絶対的美少女、お貸しします。 全国縦断Special 鈴村あいり

### 新・絶対的美少女、お貸しします。
- ACT1 桜ここみ[6]
- ACT2 長谷川みく[7]
- ACT3 安城アンナ[8]
- ACT5 南野ゆきな[9]
- ACT8 川菜美鈴[10]
- ACT9 藤井あいさ[11]
- ACT10 橋本涼[12]
- ACT11 佳苗るか[13]
- ACT12 美波小夜[14]
- ACT14 蒼木ゆり[15]
- ACT17 柚月あい[16]
- ACT19 竹内真琴[17]
- ACT20 桃谷エリカ[18]
- ACT22 冬月かえで[19]
- ACT23 夏希みなみ[20]
- ACT24 橘花音[21]
- ACT26 水希舞[22]
- ACT27 苺紅えりか[23]
- ACT28 渋谷美希[24]
- ACT29 西野セイナ[25]
- ACT30 井川鈴乃[26]
- ACT31 翼みさき[27]
- ACT33 姫野心愛[28]
- ACT34 森野明音[29]
- ACT36 谷田部和沙[30]
- ACT37 吉川蓮[31]
- ACT38 桐嶋りの[32]
- ACT39 緒咲みお[33]
- ACT40 みづき乃愛[34]
- ACT41 上野莉奈[35]
- ACT42 坂口みほの[36]
- ACT43 倉木志乃[37]
- ACT45 望月かのん[38]
- ACT46 穂高結花[39]
- ACT49 幸田ユマ[40]
- ACT50 藤井有彩[41]
- ACT51 柿谷ひかる[42]
- ACT56 坂井里美[43]
- ACT57 園田みおん[44]
- ACT58 新井梓[45]
- ACT59 水稀みり[46]
- ACT60 今永さな[47]
- ACT61 加藤ほのか[48]
- ACT63 小谷みのり[49]
- ACT65 雪白かん菜[50]
- ACT66 凰かなめ[51]
- ACT68 波木はるか[52]
- ACT69 来栖まゆ[53]
- ACT70 成海つばさ[54]
- ACT71 皆野あい[55]
- ACT72 ひなた澪[56]
- ACT73 大日向遥[57]
- ACT74 瀬名きらり[58]
- ACT75 里美ゆりあ[59]
- ACT76 結まきな[60]
- ACT77 あかぎ碧[61]
- ACT78 黒川サリナ[62]
- ACT79 乙都さきの[63]
- ACT80 有村のぞみ[64]
- ACT81 藤江史帆[65]
- ACT82 華嶋れい菜[66]
- ACT83 河合あすな[67]
- ACT84 有原あゆみ[68]
- ACT85 愛世くらら[69]
- ACT86 水嶋那奈[70]
- ACT88 野々浦暖[71]
- ACT89 永瀬みなも[72]
- ACT90 涼森れむ[73]
- ACT91 藤谷真帆[74]
- ACT92 望月あられ[75]
- ACT93 夏樹美沙[76]
- ACT94 斎藤あみり[77]
- ACT95 南マナ[78]
- ACT96 結城るみな[79]
- ACT97 蜜美杏[80]
- ACT98 平手まな[81]
- ACT99 白石あこ[82]
- ACT101 八掛うみ[83]
- ACT102 渚このみ[84]
- ACT103 佐々木りか[85]
- ACT104 美ノ嶋めぐり[86]
- ACT105 七嶋舞[87]
- ACT106 時田萌々
- ACT107 安藤もあ
- ACT108 乃木絢愛
- ACT109 流川夕[88]
- ACT110 如月えれな
- ACT111 浅井心晴
- ACT112 小鳩麦
- ACT113 倉本すみれ[89]
- ACT114 和久井美兎
- ACT116 鈴の家りん
- ACT117 百仁花[90]
- ACT118 蒼乃美月
- ACT119 瀧本雫葉